# Rafael Armengol
Rafael Armengol es un pintor valenciano. Nace en Benimodo el año 1940. Estudió en la Escuela de Bellas Artes de Valencia. Vive y trabaja en Benimodo.
El 1962 expone en la Sala Matáis de Valencia junto con Manolo Boix y Artur Heras por cuarta vez. El año 1963 expuso sus dibujos en el club universitario de Valencia. En 1966 expone Cant èpic en la Sala Mateu de Valencia dentro de los '284 días de arte' en Mateu
. En 1994 expone en Alcira con la exposición de series "com del cel a la terra" y "V.M.V.". Fue Premio Alfons Roig de Arte Contemporáneo el año 2004. De noviembre de 2004 a febrero de 2005 se celebra una exposición sobre la su obra en el Centro cultural Bancaixa de Valencia con el título Rafael Armengol: Pintures 1960-2000 El año 2011 fue nombrado nuevo académico de la Real Academia de Bellas Artes de San Carlos de Valencia por su consolidada trayectoria artística, por sus destacadas investigaciones y experiencias en el área de los lenguajes pictóricos.